# Dwór w Głodowie
Dwór rodziny Pląskowskich w Głodowie – zabytkowy dwór wybudowany w Głodowie latach 1881–1906 przez rodzinę Pląskowskich.

## Historia
Dwór został usytuowany na terenie parku z około 1820 roku, zafundowanego przez Ignacego Piotra Pląskowskiego. Jego budowa rozpoczęła się w 1881 roku, a zainicjował ją Karol Pląskowski, właściciel wsi. Oprócz dworu, wzniósł również na terenie parku browar działający do wybuchu I wojny światowej oraz cegielnię. W 1912 roku w budynku rozpoczęła działalność rolnicza stacja doświadczalna i stacja meteorologiczna. W czasie II wojny światowej budynek uległ zniszczeniu, a ostatni właściciel majątku z rodu – Władysław Pląskowski – opuścił go. Współcześnie majątek należy do prywatnego właściciela, który odrestaurował dwór. Od tego czasu wstęp na teren parku jest wzbroniony, posiadłość jest otoczona bramą.

## Styl i otoczenie
Dwór utrzymany jest w stylu eklektycznym, postawiony na planie prostokąta. Posiada dwie kondygnacje. W narożu dworu znajduje się okrągła wieża, zaś po bokach parterowe oficyny. Dwór posiada dwanaście sal i taras. W otoczeniu budynku znajduje się zabytkowy park o powierzchni 4 ha, przez który przepływa niewielki strumień zasilający staw. Na terenie posiadłości zachowały się fundamenty i pozostałości po XIX-wiecznym browarze. Obok bramy wjazdowej znajduje się figurka Matki Boskiej ufundowana przez rodzinę Pląskowskich w 1918 roku.